# Культура Польщі

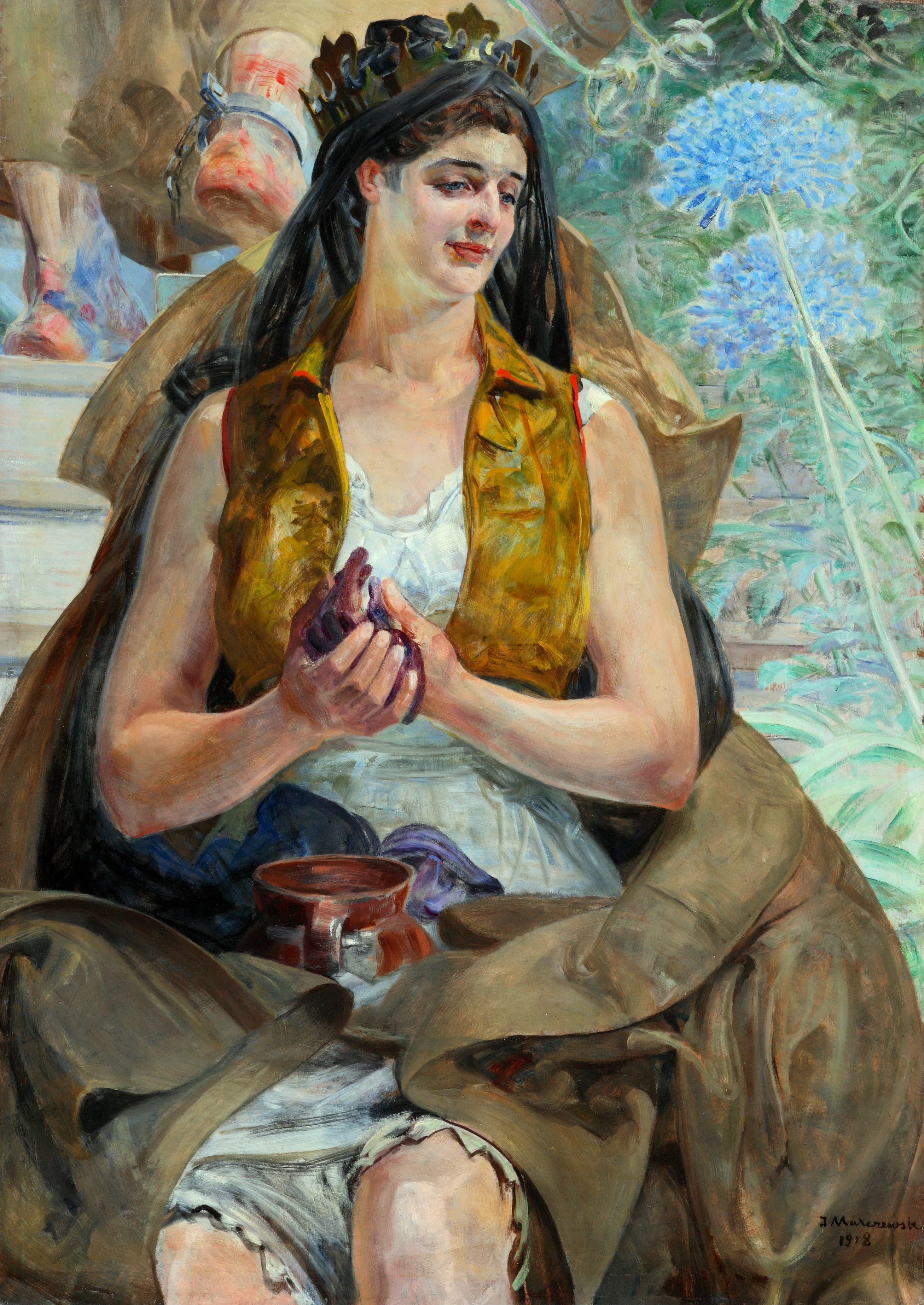
Полонія (персоніфікація)

Культура Польщі має прадавню історію з моменту свого зародження.

## Історія

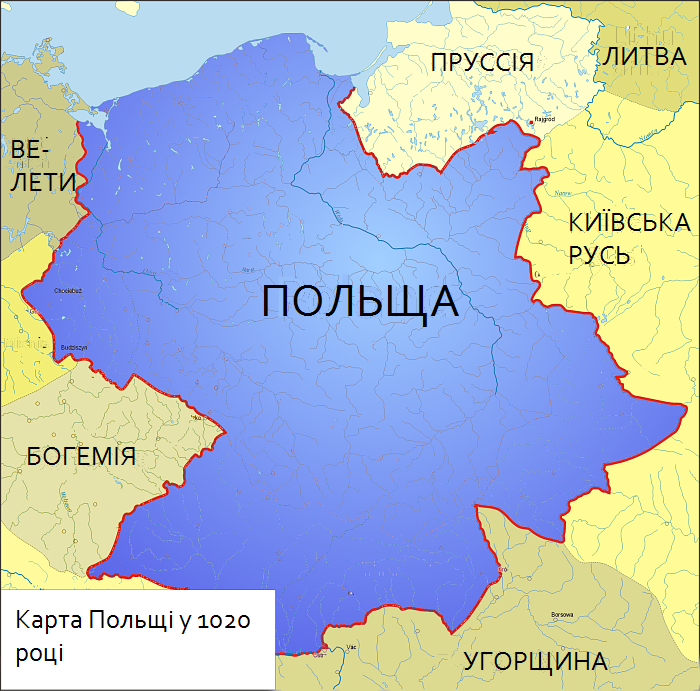
Карта Польщі у 1020 році

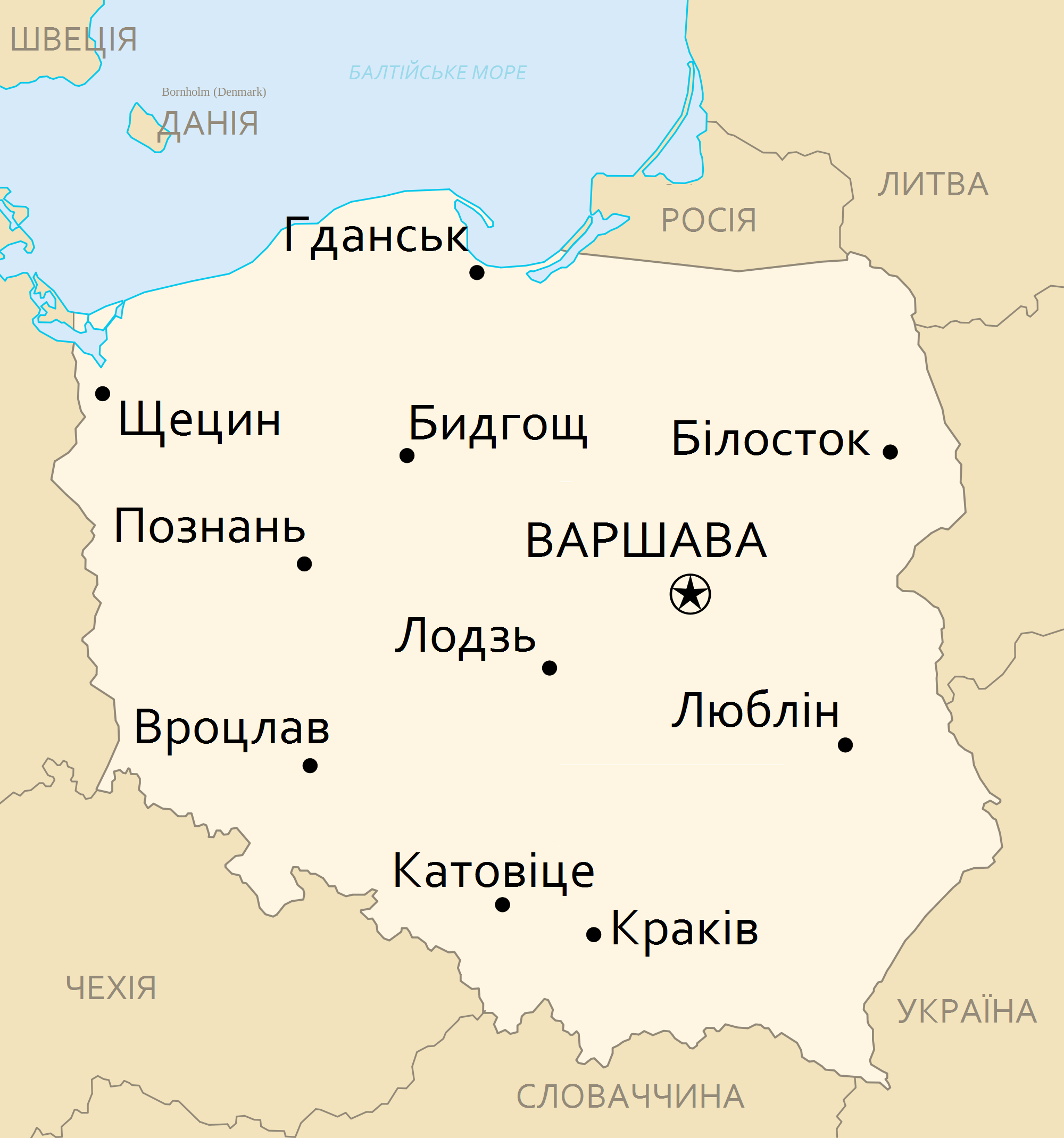
Сучасна карта Польщі

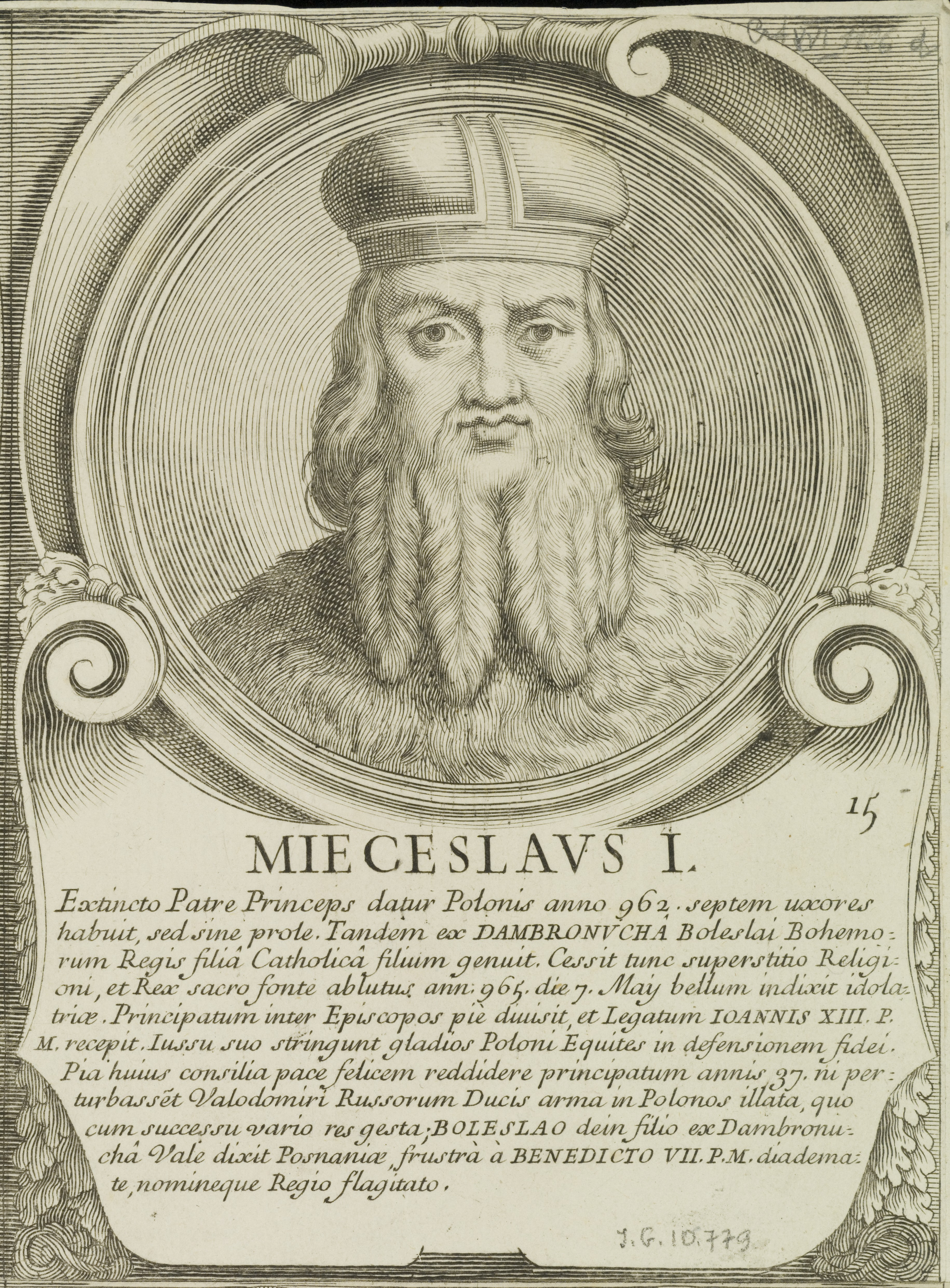
Мешко I (*бл.935 — †25 травня 992) польський князь з династії П'ястів

Ранні періоди (епоха бронзи) пов'язують з так званою Лужицькою культурою. Доля Лужицької культури, з якою історики співвідносять виокремлення праслов'ян від інших індоєвропейських народів, досі залишається предметом дискусій. Вона знала піднесення і спади. Після 500 року до нашої ери Лужицька культура перебувала в занепаді, викликаному, як вважають, кліматичними причинами, зокрема різким похолоданням. Скорочується виробництво металів і кераміки, знижується їхня якість. Скрутні умови життя змушують людей залишати місця постійного проживання, що викликає загострення міжплемінних конфліктів. Наприкінці І тисячоліття до нашої ери все ж таки настає період деякої стабільності. Лужицьку культуру заступають дві нові археологічні культури — Оксивська і Пшеворська. Перші п'ять століть нашої ери характеризуються істориками як період римських впливів. За цей час відновлюються виробництво заліза, ремесла, землеробство. Етнічне населення переважно складається зі слов'янських племен (90 %), які прийнято називати пра-польськими. В основі духовної культури — загальнослов'янські язичницькі уявлення. Польська державність, що формувалася протягом попереднього часу, в IX—X століттях постає у дедалі більшій своїй визначеності. У другій половині X століття держава першої династії Пястів була досить розвиненою військово-адміністративною машиною.
Одне з основних джерел для пізнання історії цього раннього періоду Польщі — хроніка Ґалла Аноніма, написана на початку XII століття. З цієї хроніки постають події, типові і для ряду інших ранньосередньовічних держав, — консолідація племен (для Польщі це плем'я полян), підкорення сусідніх, виділення племінної знаті, формування дружин, будівництво середньовічних міст. Хроніка розповідає про легендарного родоначальника польських вельмож, простого селянина Пяста, з Божої ласки піднятого на престол, про його трьох напівлегендарних спадкоємців — Земо-вита, Лешка, Земомисла. Вони підкорили своїй владі Велику Польщу, а також Мазовію, Куявію, частину Помор'я та землі гендзян. їхньою резиденцією тоді був град Гнезно, який зміцнів як центр польської держави.
Щодо культури тих перших століть державності Польщі, то це був час зближення з латинською культурою Заходу і його безпосереднього впливу. Польське суспільство водночас зі збереженням пам'яті про власні традиції самоусвідомлення себе як етносу запозичує досвід християнізації усіх ланок життя. Культура, релігія в її християнсько-католицькому варіанті і держава стають нерозривними. Характер прийняття християнства Польщею значною мірою зумовлений політичними обставинами, зокрема експансією найближчого й найвпливовішого сусіда — Німеччини. Німецька політико-релігійна експансія змушує Мешка І шукати союзників в особі чеських правителів і стати врівень у політичному й дипломатичному відношенні зі Священною Римською імперією. Союз із Чехією був підкріплений шлюбом із чеською княжною Дубравою, що супроводжувався хрещенням самого Мешка І і його найближчого оточення. Історики гадають, що, можливо, сам акт хрещення мав місце не в Польщі, а в Баварії.
Утверджується ідея необхідності власне польської церкви, на противагу загрозі впливу Магдебурзької єпископії. І дійсно, спочатку в Польщі духівництво очолював Йордан із Чехії, італієць за походженням, пізніше (1000 р.) була створена з підпорядкуванням безпосередньо Риму Познанська архієпископія на чолі з Гаудентієм, представником чеської аристократії. Слід зазначити, що польські єпископи в той час перебували в залежності від державної влади. У XII столітті все ж таки, після реформи папи Римського Григорія VII, духівництво здобуло певні станові привілеї і права, які надали церкві незалежного статусу. Проте християнство нелегко проникало в глибини народної свідомості, про що свідчить повстання 1037 року. На державному ідеологічному рівні застосовувалися жорсткі заходи щодо порушень нових християнських звичаїв і догматів. Особливо суворими були покарання за часів володарювання Болеслава Сміливого. Самі священики нічим особливим не відрізнялися від парафіян: вони вдавалися до світських видів діяльності, не вирізнялися і рівнем освіченості. В цій ситуації держава підтримувала нову релігію. Польська ж культура набувала ознак, сформованих під впливом західного християнства.
Коротко спинимося на питаннях навчання, освіти, мистецтва цього періоду. Хоча зрушення в цих сферах не були аж надто помітними, але багато в чому закладався фундамент майбутньої культури західного слов'янства. Ще до кінця XI століття польське духівництво, покликане нести християнські ідеї, здобувало освіту в інших країнах. Невдовзі при всіх кафедральних соборах Польщі були створені школи. Мешко II уславився як освічена людина. Він знав латинську і грецьку мови. Його дочка Гертруда також володіла латиною. Краківський кафедральний собор на початку XII століття мав бібліотеку (близько 50 томів). Вважають, що подібні бібліотеки були в Гнєзно і Плоцьку, де наприкінці XI — на початку XII століття розташувалася резиденція монарха.
Як було сказано раніше, основною писемною мовою для Польщі була латина. При монастирях і княжому дворі створювалися «житія» і «хроніки». Житіє (написане в X ст.) про знаменитого місіонера Святого Войцеха присвячується також життю й мучеництву п'яти інших монахів, які брали участь у місіонерстві на території Польщі. Автором цього твору і однієї з редакцій житія Святого Войцеха був Бруно із Кверфурта. Ще одна традиція житійної літератури, пов'язана зі Святим Станіславом, почала формуватися з кінця XII століття. Краківський єпископ Святий Станіслав був страчений Болеславом Сміливим.
На початку XII століття була написана хроніка Ґалла Аноніма, яка відіграла значну роль у посиленні самосвідомості й консолідації поляків. Вона мала світський характер, ставши одним із джерел цього напряму ранньої польської літератури. В так званій «Пісні Маура» (XII cт.) оспівуються діяння воєводи польського короля Владислава.
На цей час Польща мала також багаті традиції слов'янського фольклору, в тому числі пісенного, які увійдуть у майбутньому частиною до польської народної культури.
Одночасно з утвердженням християнства, створенням літературних пам'яток релігійного і світського характеру, започаткуванням шкіл та першими спробами історичних трактувань давніх часів Польщі носієм культури тих перших століть державності були архітектура й містобудування, передусім у центрах резиденції монарха, ремісництва й торгівлі. Польська архітектура XI—XII століть — це переважно церковні споруди романського стилю з відчутними впливами західних взірців. Залишилися також певні традиції будівництва княжих замків. Історики польської архітектури виокремлюють збудовані в романському стилі (чи перебудовані) собори в Гнєзно, Познані, Кракові, Плоцьку. Були зведені монастирські храми в Тинці, Крушвиці, церква Святого Антонія в Кракові, храм у Стшельно. Найвизначнішою пам'яткою мистецтва цієї епохи вчені вважають бронзові двері Гнєзненського кафедрального собору (друга половина XII ст.), прикрашені 18 скульптурними сценами із життя Святого Войцеха. За традицією середньовічної рукописної літератури слов'ян запроваджувалася книжна мініатюра.
XIII століття ознаменувалося не лише утворенням шкіл при міських храмах, де можна було навчатися найнеобхіднішої грамоти (читати, писати), ознайомитися з вільними мистецтвами, а й шкіл при єпископських кафедрах найбільших міст, де здобували освіту вищого рівня. А це, у свою чергу, давало змогу здобувати освіту в університетах Італії і Франції.
Зростає інтерес до історії Польщі. Яскравим явищем стала досить ґрунтовна «Польська хроніка» Вінцента Кадлубека. В ній розповідається про події від легендарних часів до 1202 року. Праця своєрідна за формою і викладом історичних фактів у вигляді діалогу двох єпископів, які прагнуть осмислити історію Польщі, зіставляючи її з античною і біблійною історією. Цю працю історики назвали своєрідним «компендіумом»*, який об'єднав у собі досить широкий спектр матеріалів. У хроніці перевага віддається не самим подіям, а їх аналізові. Характерний для нової історичної епохи інтерес до духовних переживань, до осмислення складних душевних порухів дістає своє вираження в хроніці Кадлубека в настійних спробах автора передати як почуття учасників подій, так і сприйняття цих подій єпископами, тобто учасниками діалогу. Досить помітний, у порівнянні з хронікою Ґалла Аноніма, крок до вишуканого стилю літературно-естетичних засобів. У творі поєднуються прозові й поетичні сторінки, багатожанровість (надибуємо на документи хроніки, юридичні викладки, алегорії, байки й поеми).
Більшого поширення набуває агіографічна література, особливістю якої стає, крім традиційних сюжетів на теми подвижництва, звернення до сюжетів життя місцевих святих. Це також була ознака часу і його уподобань. Створювалися передусім «житія» знатних жінок, серед яких — Ядвіга, дружина сілезького князя Генрика Бородатого (1174—1243 pp.), канонізована в 1267 році; угорська княжна Кінґі, дружина малопольського князя Болеслава Сором'язливого; його сестра Соломія. Авторами цих «житій» були францисканці — монахи новоствореного ордену. їхній обов'язок полягав у тому, щоб іти у світ і пропагувати християнські ідеали серед світських людей.
У хроніках і житійній літературі популярним став образ Станіслава. Страчений за наказом короля Болеслава Сміливого, єпископ Станіслав у 1253 році був причислений до лику святих. З його канонізацією пов'язане написання домініканцем Вінцентом з Кельц (Кельчі) двох «житій» Святого Станіслава. Ці твори витримані в метафоричному й символічному ключі на основі достатньо розробленої на той час літературної традиції. Чітко сформульована наскрізна патріотична думка стосовно об'єднавчих зусиль, відновлення єдності польських земель. В цьому об'ємному «житії» висловлювалася надія на те, що, подібно до чудодійного — за велінням Божим — зрощення розрубаного тіла єпископа, відродиться розділене на окремі князівства Польське королівство.
Подальший розвиток польської культури не лише вивів її на рівень культур латинського Заходу, а й, на відміну від попередніх наслідувань і засвоєння культурних здобутків своїх сусідів, означений внеском у європейську культуру. У християнстві виникали нові реформаторські течії одночасно з процесом секуляризації частини польської культури, її наближенням до ідей нового світосприймання в новостворюваних гуртках гуманістів. Закладались основи майбутнього розвитку науки і освіти.

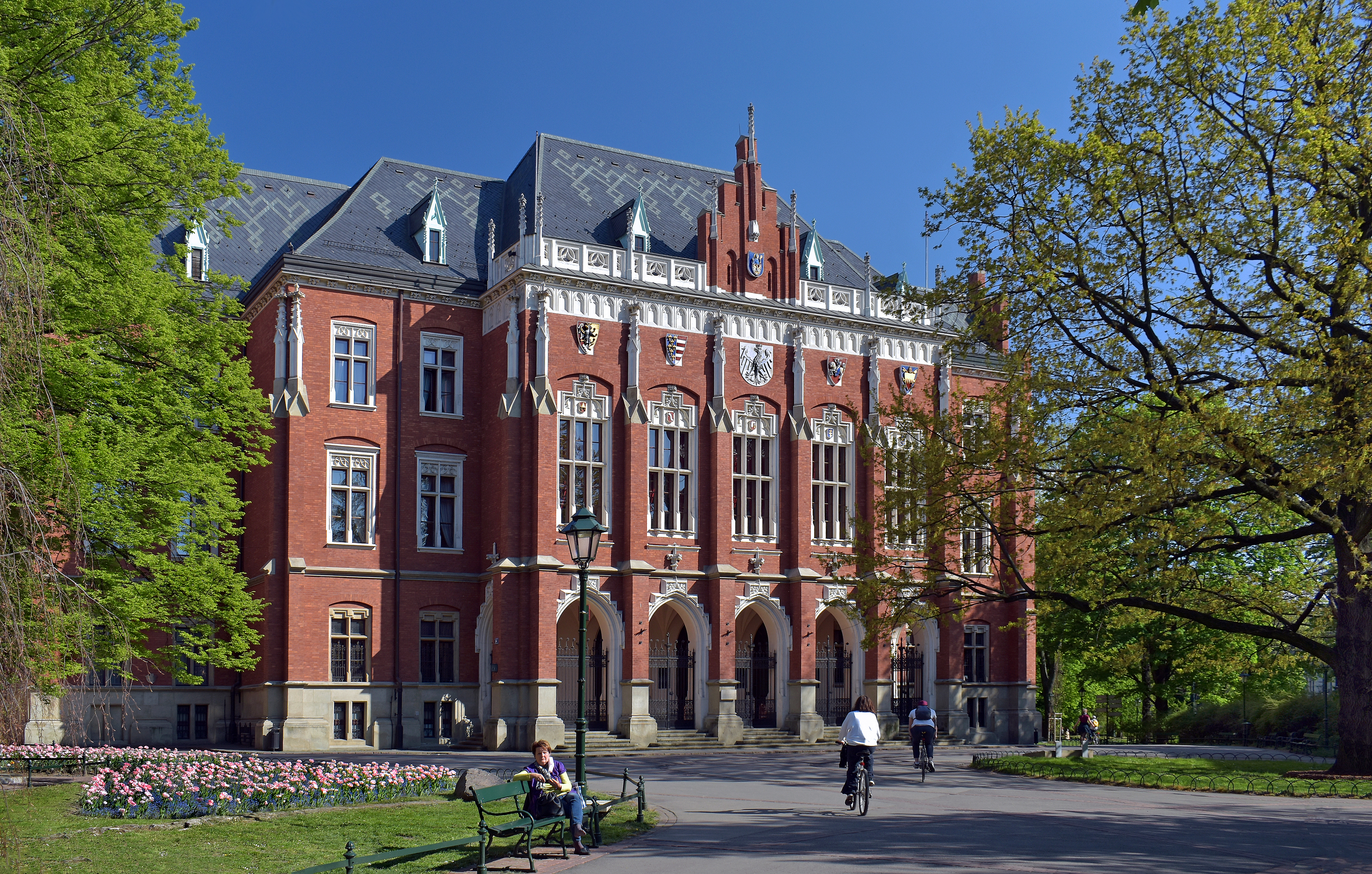
Яґеллонський університет в Кракові

Важливою подією в історії польської культури цього часу стало заснування Краківського університету (1364 р.), одного з найстаріших закладів вищої освіти й науки. Його завдання передусім полягало в підготовці людей для державної служби, тому спочатку не було теологічного факультету, перевага надавалася факультетові права, який складався з восьми кафедр. Наприкінці XIV століття папською буллою було санкціоновано створення в Кракові теологічного факультету. Ця обставина продиктована потребами підготовки еліти духівництва і сприяння християнізації Литви, яка на той час вже входила до складу польської держави. Сам Краківський університет був реорганізований за паризьким зразком (корпорацію відтоді утворювали професори, а не студенти, як це було раніше).
У шкільній системі освіти при єпископських кафедрах і містах запроваджувалося викладання наук не лише тривіуму (граматика, діалектика, риторика), а і квадриріуму (арифметика, геометрія, астрономія, музика). Базовий рівень системи освіти також становили парафіяльні школи в межах тривіуму. У XV столітті їх налічувалося близько 3000. Більшого поширення набували поїздки задля навчання до інших країн, особливо — Італії.
Великою ученістю славилися домініканці. XIII—XV століття були пройняті духом здобування знань, завдяки чому сформувалася інтелектуальна еліта. Мовою вченості і освіти залишалася латина. XVI століття принесе Польщі значні культурно-політичні досягнення, що великою мірою позначиться на об'єднавчих тенденціях польської нації. Розширення володінь та проведення реформи сприятимуть піднесенню всіх царин життя в Польщі.

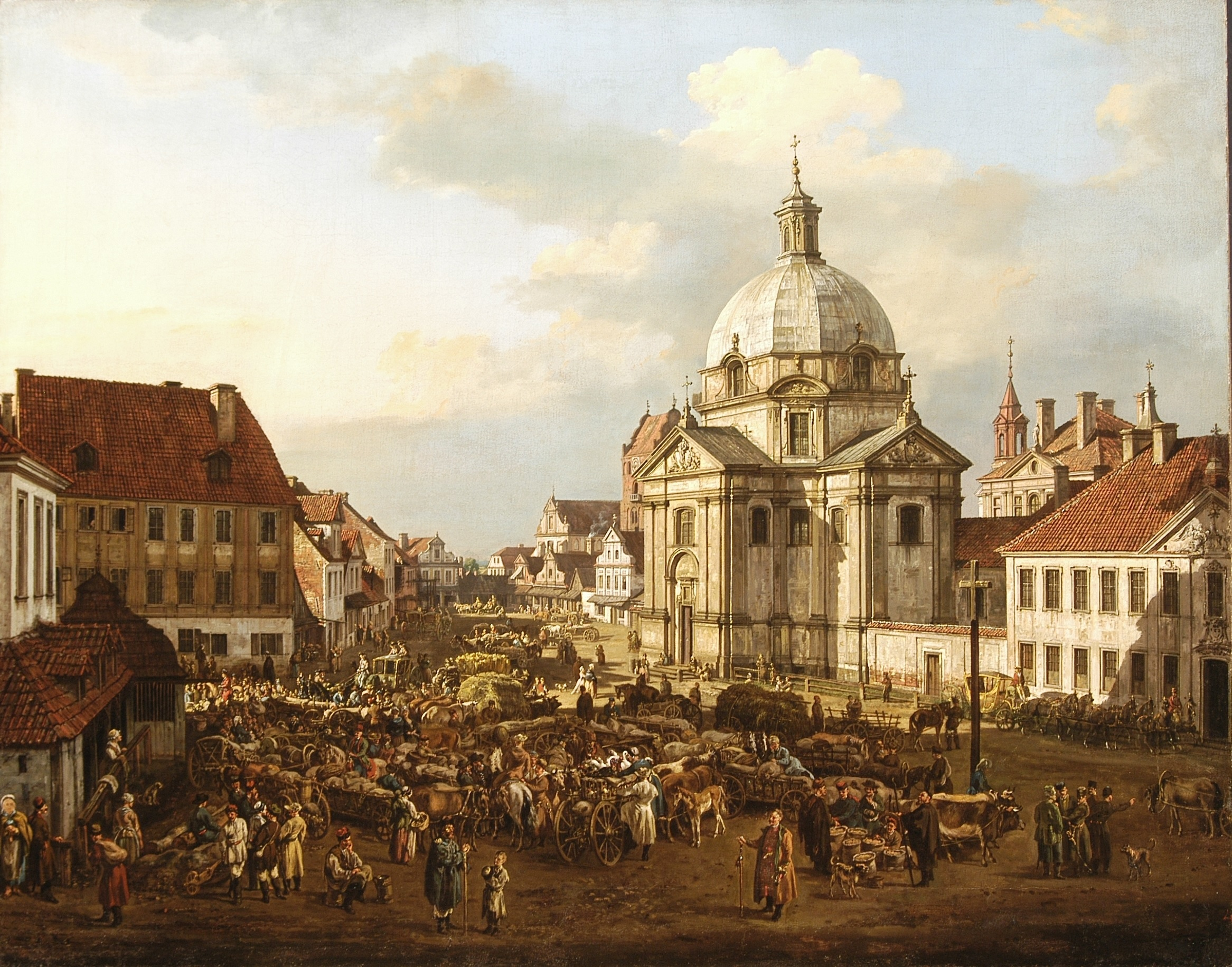
Ринкова площа Варшави

У XVIII столітті Варшава (Мазовія ще в XIV ст. була васалом Польщі) стає столицею Речі Посполитої, яка починає відігравати важливу культурно-економічну роль. «Над містом, — як описують польські історики, — панував піднесений на віслинському схилі готичний замок — резиденція мазовецьких князів, а згодом польських королів. Неподалік височів костел Святого Яна, а навколо ратуші, поблизу ринку, постали переважно кам'яні будівлі містян. Старе Място (старе місто), як уже тоді називали цю частину міста, було оточене подвійним кільцем стін і глибоким ровом. Поруч зводилося так зване Нове Място (нове місто) — центр торгівлі і промисловості, де розташувалися численні пивоварні, зерносховища і млини. У торгові дні до Варшави з'їжджались іноземні купці, привозячи прянощі, вина, шовкові тканини, предмети розкошів, купуючи деревину, хліб і хутра». Формувався знаменитий центр — архітектурний ансамбль Варшави.
Розуміння основ і генез польської культури неможливе без врахування шляхетської ідеології сарматизму. З певними рисами міфологізації історії і особливого шляху Польщі з її вищими суспільними станами пов'язують консолідаційні процеси цієї однієї з найрозвиненіших західнослов'янських держав.
Саме ця специфічна ідеологія самосвідомості поляків, спосіб життя, сформована система цінностей і життєвих настановлень, які виникали на ґрунті гоноровості шляхти й того особливого становища, яке вона посідала в Речі Посполитій, зумовили появу сарматизму як етичної норми особливої поведінки, вишуканості стилю. Мав місце великий інтерес до успадкованості в генеалогічному дереві слави шляхетських давніх родів.
Ідейну основу сарматизму становили дещо міфологізовані уявлення етногенетичного типу про походження польської шляхти від сарматів, які завоювали з незапам'ятних часів слов'янське населення польських земель. Сприяла утвердженню родової самосвідомості праця Яна Длугаша «Історія славного польського королівства».

## Мова
Польська мова (język polski, polszczyzna) разом із чеською, словацькою, кашубською, нижньолужицькою, верхньолужицькою та мертвою полабською мовами належить до групи західних слов'янських мов. Перше речення, записане польською мовою, міститься в монастирській «Книзі генриковій» (від назви міста Генрикова біля Вроцлава), датованій 1279 роком. Воно має такий вигляд: «daj, ać ja pobruszę, a ty poczywaj» (дай, хай я молотиму, а ти відпочивай) — так звернувся польський селянин до своєї дружини, яка молола зерно.
Існує сім великих польських діалектів. За кількістю носіїв польська мова займає друге або третє місце серед слов'янських мов — після російської та, можливо, української.

## Філософія
|                         |
| Вітело (1230–1280/1314) |

|                                     |
| Григорій Сяноцький (1403/1407–1477) |

|                      |
| Копернік (1473–1543) |

|                                     |
| Анджей Фрич Моджевський (1503–1572) |

## Кухня
Польська кухня є результатом багатьох впливів. Як жителі Північної Європи, поляки завжди віддавали перевагу рясній, ситній й порівняно солодкій кухні. У той же час приналежність до слов'янських народів висвітлилася в пристрасті до кисло-солодких або заправленими сметаною страв. У жаркі літні дні готують холодні супи з полуниці, черешні, яблук і груш, а також з лісових ягід. Восени популярні супи з огірків і грибів. Польська кухня славиться різноманіттям варених і твердокопчених ковбас.
Найпопулярніші польські страви — це вареники, каша, галушки, голубці, відбивна котлета, котлета з м'ясного фаршу, бігос, галантин (м'ясне желе), свиняча рулька; супи: журек, курячий бульйон, томатний суп, розсольник, грибний суп, холодник або холодний борщ; страви з капусти і картоплі, різного виду хлібні вироби (житній, пшеничний хліб), пироги, овочі, фрукти (яблука, груші, ягоди, смородина), сир, різні види м'яса (в основному свинина, домашня птиця і яловичина), приготовлені різними способами, а також в меншій мірі морські та прісноводні риби. Особливим польським десертом є хмиз, проте популярні та інші десерти, такі як рулети з маком, серники, пряники, дріжджова баба, пончики.
Серед алкогольних напоїв — горілка, виготовлена з картоплі і злаків. Вона витіснила питний мед, який колись був популярний. У Польщі хмільне пиво вважається традиційним і часто вживаним напоєм, а вино п'ється рідше.
Популярним напоєм є чай, в який часто додається цукор і скибочку лимона.
|                      |
| Бігос та пиво Tyskie |

|          |
| Вареники |

|         |
| Котлети |

|         |
| Пончики |

|     |
| Жур |

|         |
| Ковбаса |

|           |
| Запіканка |

## Архітектура
Політичний розквіт Польщі припав на епохи Відродження, бароко і Контрреформації (Річ Посполита), що виразилося в поширенні і популярності цього напрямку в мистецтві. Однак архітекторами і художниками цієї пори, що створювали свої роботи на замовлення польських магнатів, були італійці (Павло Римлянин, Джованні Баттіста Тревано) або німці (Тильман ван Гамерен).
У подальшому, після завершення Першої світової війни, архітектура Польщі розвивалася в єдиному річищі з архітектурою Західної Європи, пройшовши етапи функціоналізму, Ар-Деко, сталінського ретроспективізму, «інтернаціонального стилю» та постмодернізму.

## Мистецтво

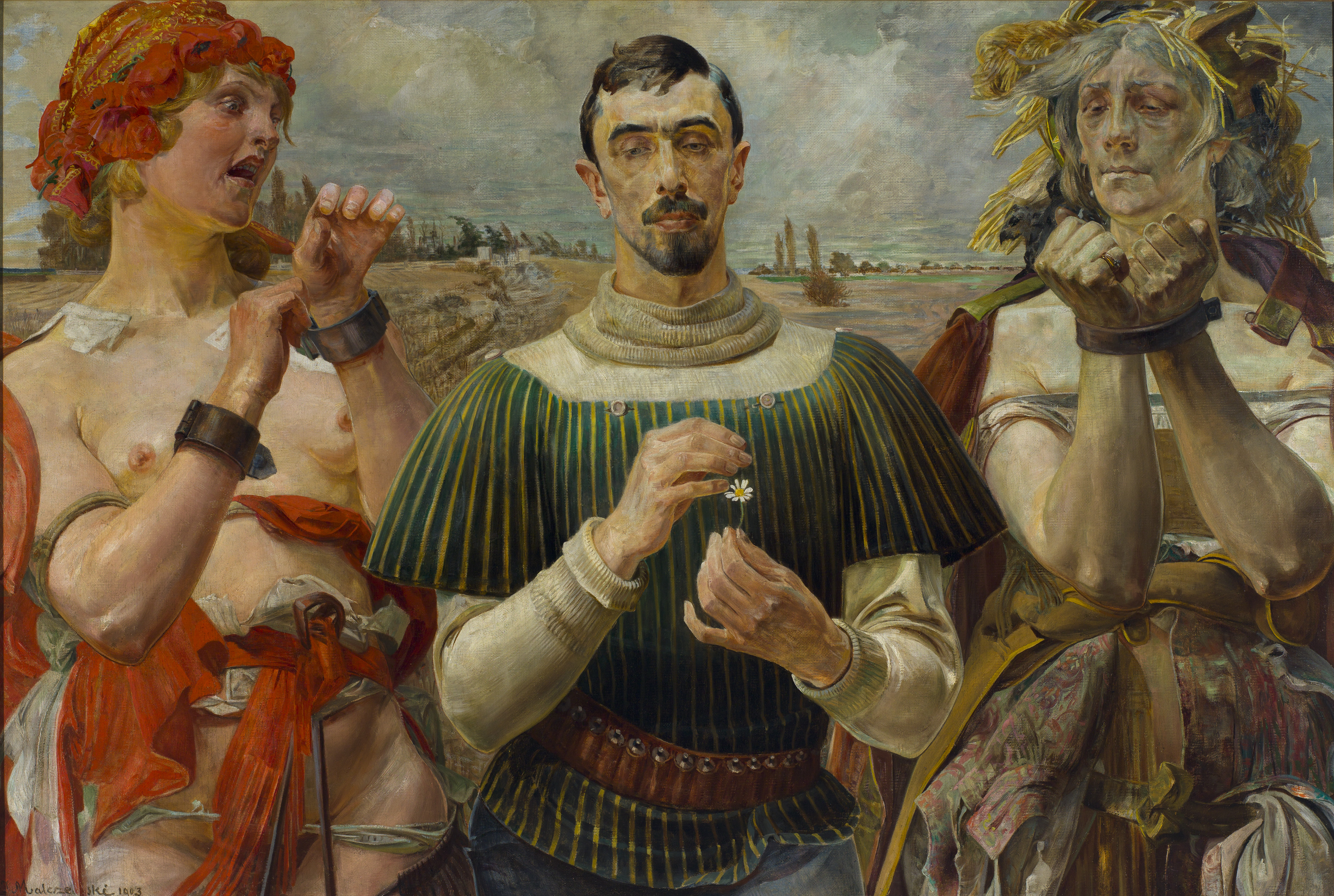
Польський Гамлет. Портрет Олександра Велопольського

Польське мистецтво завжди відображувало європейські тенденції, зберігаючи при цьому свій унікальний характер. Краківська школа історизму Яна Матейка породила монументальні представлення образів значущих подій в історії Польщі.

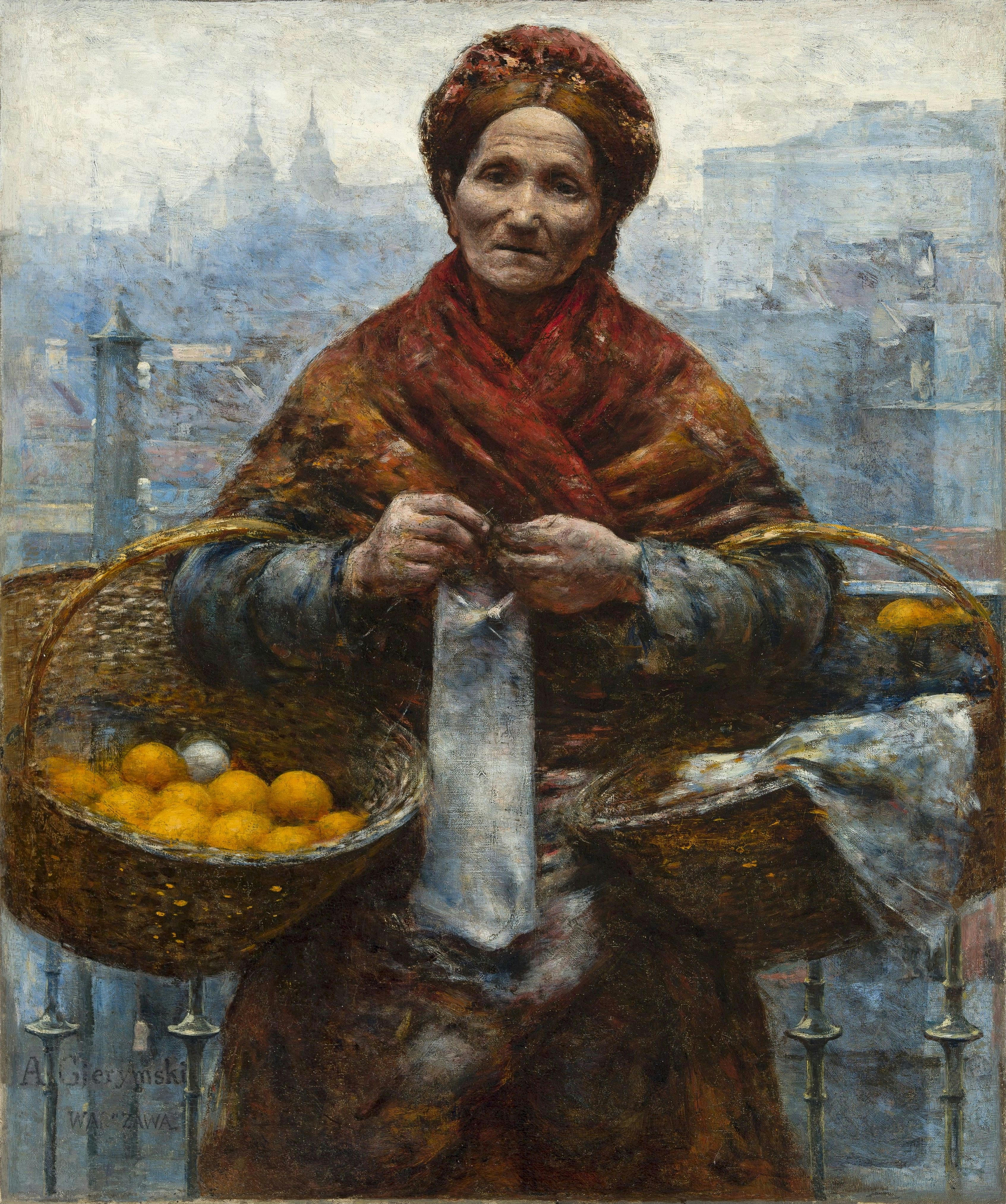
Олександр Ґеримський, Перекупка з апельсинами, 1881

«Молода Польща» — польська назва періоду, що припадає на 1891—1918 роки, пов'язаного з проникненням модернізму в польську культуру. Течія виникла під сильним впливом позитивізму у взаємодії з такими художніми течіями, як натуралізм, імпресіонізм, символізм, експресіонізм, неокласицизм. Естетична програма «Молодої Польщі» була неоднорідною. В цілому, творців об'єднували відчуття дисгармонії життя, утвердження творчої свободи і незалежності художника, пов'язане з пошуками нових засобів художньої виразності, бунт проти міщанського суспільства і його моралі.
У міжвоєнні роки польське мистецтво і документальна фотографії досягли визнання у всьому світі.
|                           |
| Даніель Шульц (1615–1683) |

|                               |
| Пйотр Міхаловські (1800–1855) |

|                        |
| Ян Матейко (1838–1893) |

|                               |
| Яцек Мальчевський (1854–1929) |

|                                       |
| Анна Білінська-Богданович (1857–1893) |

|                                   |
| Станіслав Виспянський (1869–1907) |

|                                        |
| Станіслав Ігнатій Віткевич (1885–1939) |

|                                  |
| Здзіслав Бексінський (1929–2005) |

|                                  |
| Маґдалена Абаканович (1929–2005) |

|                          |
| Вільгельм Сасналь (1972) |

## Література

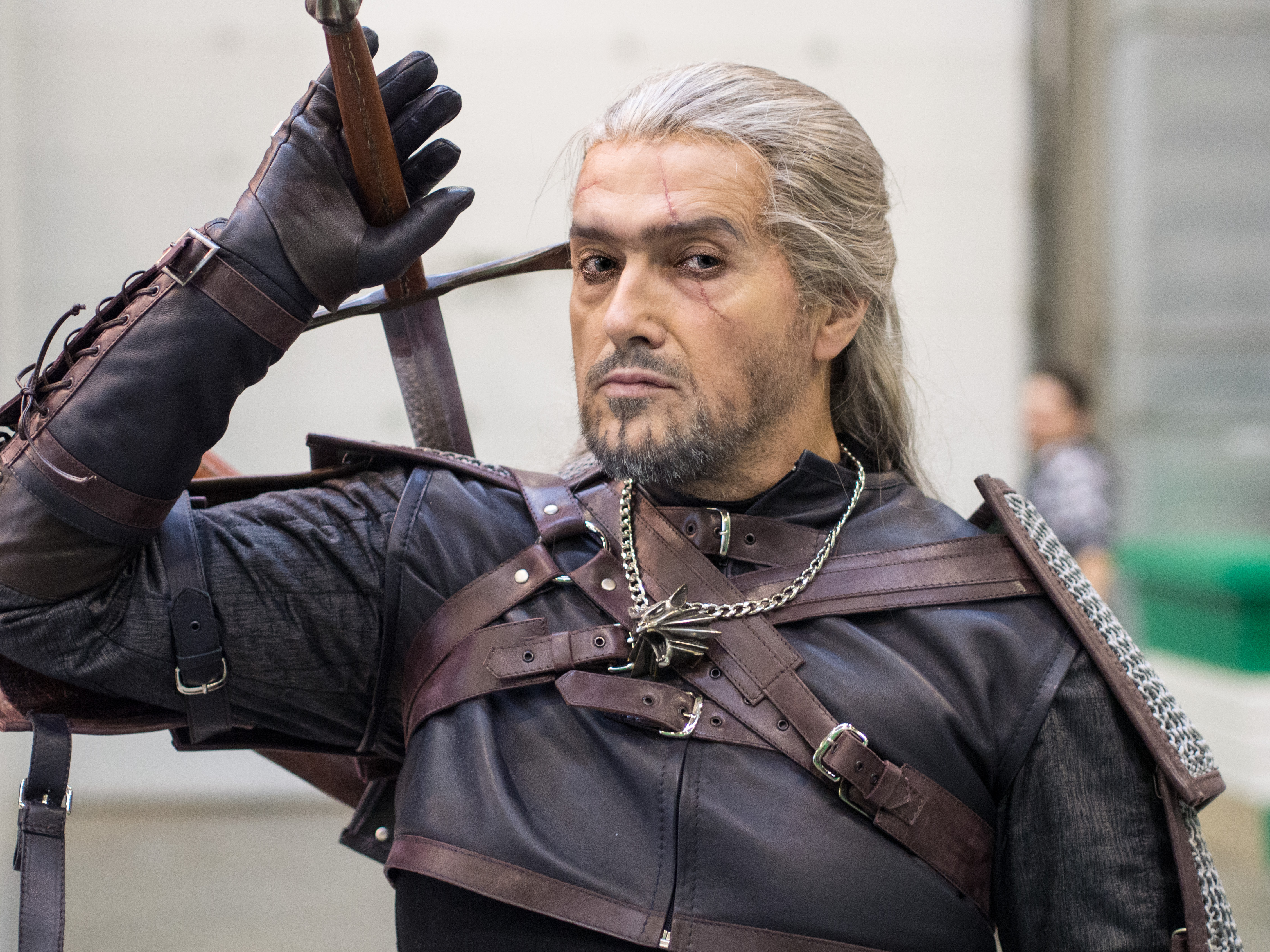
Персонаж «Відьмака» Сапковського

## Музика

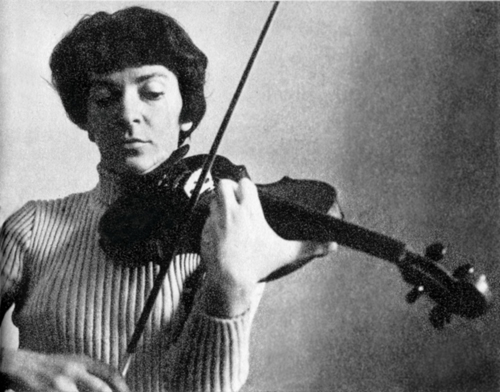
Ванда Вілкомірська

Народна музика представлена танцювальними і пісенними жанрами. Переважають 3-дольний пунктирний ритм із переміщенням акценту із сильної частки такту на слабку й 2-дольний синкопований. Одними з найбільш ранніх поляки вважають весільну пісню Oj chmielu, chmielu, серед авторських творів — Gaude Mater Polonia Вінцентія з Кєльч.
В IX—X століттях разом з католицизмом у Польщу проникнув григоріанський спів. В XVI ст. з поширенням ідей Відродження й Реформації (2-я половина століття) у польській музиці підсилюються світські елементи, виникають пісні типу мадригалу (Миколай із Кракова), розвивається інструментальна музика. В 1628 році силами італійських музикантів вперше були поставлені оперні спектаклі. В 1765-му році Варшаві заснований «Національний Театр», у якому були поставлені численні опери, у тому числі перша національна — «Ощасливлена вбогість» М. Каменьського (1778).
До найбільших досягнень Польщі відносять творчість Ф. Шопена, опери С. Монюшко. У 2-й половині XIX — початку XX століть висуваються скрипалі-віртуози Г. Венявський, Ап. Контський, піаністи Ю. Венявський, І. Я. Падеревський, композитори В. Желеньський, З. Носковський. Серед найвідоміших польських композиторів — В. Лютославський та К. Пендерецький.
|                               |
| Марія Шимановська (1789–1831) |

|                            |
| Фридерик Шопен (1810–1849) |

|                               |
| Станіслав Монюшко (1819–1872) |

|                               |
| Генрик Венявський (1835–1880) |

|                                 |
| Кароль Шимановський (1882–1937) |

|                                     |
| Ігнацій Ян Падеревський (1860–1941) |

|                                   |
| Вітольд Лютославський (1913–1994) |

|                              |
| Кшиштоф Пендерецький (1933–) |

## Мас-медіа
Засоби масової інформації Польщі включають в себе різні види медіа, такі як телебачення, радіо, кінематограф, газети, журнали, та Інтернет. 
Медіа ландшафт дуже плюралістичний але сильно політично та ідеологічно поляризований .

### Україномовні видання Польщі
Привіт - україномовна місцева газета що видається у Вроцлаві з 2017-го року.
Варшавські українознавчі записки(пол. Warszawskie Zeszyty Ukrainoznawcze) – науковий українознавчий журнал у Варшаві.